# Marcin Olejniczak
Marcin Olejniczak (ur. 8 stycznia 1981 w Łodzi) – polski piłkarz, futsalista, piłkarz plażowy. Reprezentant Polski w futsalu i w piłce nożnej plażowej. Aktualnie zawodnik Futsal & Beach Soccer Kolbudy.